# Yıldırım Akbulut
Yıldırım Akbulut   (Erzincan, 2 de setembre de 1935 - Ankara, 14 d'abril de 2021) fou un polític turc, líder del Partit de la Mare Pàtria; fou Primer Ministre de Turquia i per dos cops va presidir-ne el Parlament.

## Biografia
Va néixer l'any 1935 a Erzincan, Turquia, fill d'un carter. Després d'acabar l'escola secundària, Yıldırım Akbulut va estudiar Dret a la Universitat d'Istanbul. Després de la seva graduació, va treballar com a advocat independent.
Després va entrar en política; fou elegit diputat per la província d'Erzincan. Va exercir el càrrec de Ministre de l'Interior en el gabinet de Turgut Özal. Va ser elegit President del Parlament, i desenvolupà aquest càrrec entre el 24 de desembre de 1987 i el 9 de novembre de 1989.
Després de l'elecció de Turgut Özal com a President, Akbulut fou nomenat Primer Ministre, càrrec que exercí des del 9 de novembre de 1989 fins al 23 de juny de 1991.
El 20 de maig de 1999, Yıldırım Akbulut va ser elegit per segona vegada President de la Gran Assemblea Nacional, un càrrec que va desenvolupar fins al 30 de setembre de l'any 2000.